# Потезање клипа
Потезање клипа спада у ред традиционалних спортова, некад везаних за одмеравања снаге и вештине обичних људи при обављању свакодневних сеоских послова, на вашарима и другим окупљањима, а данас има сврху такмичења приликом организације сеоских олимпијада и других манифестација етнографског садржаја.

## Начин игре
У потезању клипа учествују два такмичара, која седају на под један наспрам другог, ослањајући се један другом стопалима, са савијеним коленима. Обадва такмичара се рукама прихватају дрвене мотке и на дати знак вуку мотку на своју страну са циљем да подигну или одузму је од противника.
Побједник је онај:
- који задржи мотку у руци, а да није променио почетни положај
- који противника избаци из почетног положаја
- ко противнику извуче мотку из хвата руку
- ко противника присили на предају